# Tráng A Pao
Tráng A Pao (1/12/1945 - 24/12/2015), tại xã Tả Van Chư, huyện Bắc Hà, tỉnh Lào Cai. Ông là một nhà chính trị gia người đồng bào dân tộc H'Mông
Ông từng là Ủy viên Ban Chấp hành Trung ương Đảng Cộng sản Việt Nam các khóa VI,VII, VIII, IX; Bí thư Tỉnh ủy Lào Cai, Chủ tịch Hội đồng nhân dân, Trưởng đoàn Đại biểu Quốc hội tỉnh Lào Cai (1991-2000); Ủy viên Ủy ban Thường vụ Quốc hội, Chủ tịch Hội đồng dân tộc của Quốc hội khóa IX.

## Tiểu sử
Từ tháng 6/1960 - 3/1964: Cán bộ Ty Giáo dục Lào Cai;
Từ tháng 4/1964 - 6/1969: Cán bộ Phòng giáo dục Bắc Hà; Huyện ủy viên, Ủy viên Ủy ban nhân dân huyện, Trưởng phòng Giáo dục Huyện Bắc Hà, tỉnh Hoàng Liên Sơn;
Từ tháng 7/1969 - 6/1972: Ủy viên ban thường vụ Huyện ủy, Phó chủ tịch Ủy ban hành chính huyện Bắc Hà tỉnh Hoàng Liên Sơn;
Từ tháng 7/1972 - 2/1979: Phó bí thư Huyện ủy, Chủ tịch Ủy ban hành chính huyện Bắc Hà, tỉnh Hoàng Liên Sơn;
Từ tháng 3/1979 - 3/1982: Ủy viên Ban thường vụ Tỉnh ủy, Phó chủ tịch UBND tỉnh Hoàng Liên Sơn;
Từ tháng 4/1982 - 5/1984: Ủy viên dự khuyết Ban chấp hành Trung ương Đảng Khóa V, Ủy viên Ban thường vụ Tỉnh ủy, Bí thư Huyện ủy Bắc Hà;
Từ tháng 6/1984 - 3/1986: Ủy viên Trung ương Đảng Khóa VI, Bí thư Huyện ủy Bảo Thắng, tỉnh Hoàng Liên Sơn;
Từ tháng 4/1986 - 12/1989: Ủy viên Ban thường vụ Tỉnh ủy, Phó chủ tịch Ủy ban Nhân dân tỉnh Hoàng Liên Sơn;
Từ tháng 01/1990 - 10/1991: Ủy viên Ban Thường vụ Tỉnh ủy, Chủ tịch Hội đồng Nhân dân tỉnh Hoàng Liên Sơn;
Từ 11/1991 - 7/2000: Ủy viên Ban Chấp hành Trung ương Đảng Khóa VII, Khóa VIII, Bí thư Tỉnh ủy, Chủ tịch Hội đồng nhân dân tỉnh Lào Cai; Trưởng đoàn Đại biểu Quốc hội tỉnh Lào Cai;
Từ 8/2000 - 7/2002: Ủy viên Ban Chấp hành Trung ương Đảng Khóa IX, Phó trưởng Ban Dân vận Trung ương;
Từ tháng 8/2002 - 7/2007: Ủy viên Ban Chấp hành Trung ương Đảng Khóa IX, Ủy viên Ủy ban Thường vụ Quốc hội, Chủ tịch Hội đồng Dân tộc của Quốc hội Khóa XI. Kết thúc nhiệm kỳ Quốc hội Khóa XI, Tráng A Pao được Đảng và Nhà nước cho nghỉ để hưởng chế độ hưu trí theo quy định.
Sau khi nghỉ hưu ông tham gia công tác tại Hội Sinh Vật Cảnh Việt Nam và là Phó chủ tịch Uỷ ban Trung ương MTTQ Việt Nam.
Ngày 24/12/2015 ông qua đời tại tại Bệnh viện Nhiệt đới.

## Khen thưởng
Huy hiệu 40 năm tuổi Đảng; Huân chương Độc lập hạng Nhất, Huân chương Lao động hạng Nhất, Huân chương chống Mỹ cứu nước hạng Ba; Huân chương Chiến công hạng Ba, Kỷ niệm chương vì sự nghiệp bảo vệ Tổ quốc.
Để tri ân những cống hiến xuất sắc của ông đối với quê hương đất nước:
- Thành Phố Lào Cai đã đặt một tuyến phố trên địa bàn Phường Kim Tân mang tên Tráng A Pao.
- Ngày 08/12/2021, Tỉnh Lào Cai quyết định đặt một tuyến phố trên địa bàn thị trấn Si Ma Cai, huyện Si Ma Cai, tỉnh Lào Cai mang tên Tráng A Pao.